# Dhritarashtra
Dans l'épopée hindoue le Mahābhārata, Dhritarashtra (IAST dhṛtarāṣṭra, sanskrit : धृतराष्ट्र) était un roi aveugle, fils de Ambika et de Vyasa. Il eut avec sa femme Gāndhārī cent fils, les Kauravas, parmi lesquels les deux premiers sont Duryodhana et Dushasana. Après la défaite de la plupart de ses fils à la guerre, il se retira en forêt pour vivre une vie d'ascète avec son épouse et Kunti et y mourut.